# گرشن کینگزلی
گِرشُن کینْگْزْلی (انگلیسی: Gershon Kingsley؛ زادهٔ ۲۸ اکتبر ۱۹۲۲ - ۱۰ دسامبر ۲۰۱۹) موسیقی‌دان پیشگام موسیقی الکترونیک اهل آلمان بود. مشهورترین اثرش قطعهٔ بی‌کلام پاپ‌کورن نام دارد.